# Dome (zespół muzyczny)
Dome – eksperymentalny zespół rockowy, duet założony przez Grahama Lewisa i Bruce Gilberta, byłych członków Wire. We wczesnych latach 90. nagrali kilka albumów zaliczanych do kręgu industrial. Do bardziej znanych należy utwór Long Lost Life czy Cruel When Complete.

## Dyskografia
- Dome 1&2 (Mute Records/The Grey Area 1992)
- Dome 3&4 (Mute Records/The Grey Area 1992)